# ميركو مايستري
ميركو مايستري (بالإيطالية: Mirco Maestri)‏ (و. 1991  م) هو راكب دراجة هوائية إيطالي، ولد في غاستالا.

## سباقات أو مراحل فاز بها
| التاريخ        | السباق                                                 | المركز                  |
| -------------- | ------------------------------------------------------ | ----------------------- |
| 14 مارس 2017   | تيرينو ادرياتيكو 2017                                  | الثاني في تصنيف النقاط  |
| 15 أكتوبر 2017 | طواف تركيا الرئاسي 2017                                | الأول في تصنيف الجبال   |
| 11 مارس 2018   | طواف رودس الدولي 2018                                  | الفائز في التصنيف العام |
| 22 أبريل 2018  | طواف كرواتيا 2018                                      | السادس في تصنيف النقاط  |
| 12 أغسطس 2018  | جولة ركوب الدراجات التشيكية 2018                       | الثاني في تصنيف الجبال  |
| 19 مارس 2019   | تيرينو أدرياتيكو 2019                                  | الأول في تصنيف النقاط   |
| 02 يونيو 2019  | طواف إيطاليا 2019                                      | السابع في تصنيف النقاط  |
| 14 سبتمبر 2019 | طواف الصين I 2019                                      | الخامس في التصنيف العام |
| 21 مارس 2021   | جي بي سلوفينيان استريا 2021                            | الفائز في التصنيف العام |
| 18 أبريل 2021  | طواف تركيا الرئاسي 2021                                | الثالث في تصنيف الجبال  |
| 30 مايو 2021   | 2021 GP Slovenia                                       | الفائز في التصنيف العام |
| 16 أبريل 2023  | 2023 Giro della Città Metropolitana di Reggio Calabria |                         |

## روابط خارجية
- ميركو مايستري على موقع الاتحاد الدولي للدراجات (الإنجليزية)
- ميركو مايستري على موقع أرشيف الدراجات (الإنجليزية)
- ميركو مايستري على موقع إحصائيات الدراجات الإحترافية (الإنجليزية)
- ميركو مايستري على موقع نسبة الدراجات (الإنجليزية)
- ميركو مايستري على موقع CycleBase (الإنجليزية)